# Qizhong Forest Sports City Arena
Qizhong Forest Sports City Arena är en stadion i Shanghai i Kina. Den har ett ståltak med åtta glidande blombladsliknande bitar som påminner om magnolia, Shanghais stadsblomma, så att stadion kan fungera för både inomhus- och utomhusevenemang. Stadion har en kapacitet på 15 000 sittplatser och var särskilt inrättad för att vara värd för Tennis Masters Cup mellan 2005 och 2008. Det var den största tennisstadion i Asien tills Pekings Tennisstadion byggdes i Peking för OS 2008. Från och med 2009 kommer stadion att vara värd för Shanghai Masters, en turnering i kategorin Masters 1000 på ATP-touren.